# Paolo Savoldelli
Paolo Savoldelli (Clusone, Lombardía, 7 de mayo de 1973) es un ciclista italiano actualmente retirado, que comenzó su carrera en 1996 en el equipo Roslotto. 
Era un corredor muy completo, que destacaba en las contrarrelojes y, sobre todo, en el descenso de los grandes puertos de montaña. Muchos le consideraban como el mejor del pelotón en esta especialidad, lo que le valió el apodo de Il Falco (halcón en italiano), en referencia a la velocidad que llegaba a alcanzar en dichos descensos.

## Biografía
Pasó a profesionales en 1996, enrolado en las filas del modesto equipo Roslotto. Dos temporadas después fichó por el Saeco, con cuyo maillot se impuso en el Giro del Trentino de 1998, lo que supuso su primera gran victoria en la categoría élite.
En 1999 se produjo su explosión definitiva, pues además de reeditar su triunfo en el Trentino, consiguió ganar la decimocuarta etapa del Giro de Italia, con final en Borgo San Dalmazzo, culminando una escapada fraguada tras un vertiginoso descenso desde el puerto de La Fauniera. En la clasificación general de la carrera finalizó segundo, superado tan solo por su compatriota Ivan Gotti.
En 2000 se alzó con la victoria en el Tour de Romandía, a los 27 años de edad. Por desgracia para él, y cuando parecía irrefrenable su progresión para luchar en un futuro próximo por las grandes vueltas por etapas,se lesionó la rodilla y se vio obligado a abandonar el Giro. No se volvió a reencontrar con la 'Corsa Rosa' hasta 2002, en cuya edición se impuso para sorpresa general después de una carrera memorable.

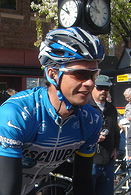
Paolo Savoldelli vistiendo el maillot del Discovery Channel

Su éxito, no obstante, se vio empañado por los casos de dopaje que afectaron a la prueba, de la cual fueron expulsados los tres grandes favoritos al triunfo final: Gilberto Simoni y Stefano Garzelli, tras sendos positivos en controles antidopaje, y Francesco Casagrande tras provocar la caída de un rival. La maglia rosa cayó entonces en manos del australiano Cadel Evans, pero gracias al desfallecimiento de este en la última etapa de los Dolomitas (junto al de otro de los favoritos, Dario Frigo) y, a una gran actuación de Paolo Savoldelli, permitió, a este último, conseguir el margen necesario para llegar por primera vez de rosa a Milán, portando los colores de la modesta formación Index Alexia - Aluminio.
Esta victoria le valió para fichar en 2003 por el potente equipo Telekom, donde no obtuvo ningún resultado destacable durante los dos años en los que permaneció en la escuadra alemana. Gran parte de culpa la tuvieron sus continuas lesiones, que le impidieron brillar al nivel esperado. Destaca especialmente una gravísima caída en la Vuelta a Colonia de 2004, donde se fracturó el brazo y la clavícula.
En 2005 su suerte cambia. Con la entrada en vigor del UCI ProTour, los equipos adscritos a este se veían obligados a participar en todas las carreras que componían el circuito, lo que supuso que el equipo Discovery Channel, se fijara en Savoldelli como jefe de filas del conjunto estadounidense en el Giro de Italia. La apuesta se mostró perfecta y el italiano consiguió imponerse por segunda vez en esta carrera, favorecido por el terrible fracaso de Ivan Basso en el Stelvio. Posteriormente, acudió al Tour de Francia como gregario de lujo de Lance Armstrong, ayudándole a conseguir su séptimo entorchado en las carreteras galas y alzándose con el triunfo en la 17.ª etapa.
En 2006, Savoldelli intentó sin éxito revalidar su corona en el Giro de Italia. A pesar de imponerse en la etapa prólogo, pronto quedó sin opciones ante el abrumador dominio que ejerció su compatriota Basso durante toda la carrera, finalizando quinto en la clasificación general, aunque a casi 20 minutos del vencedor. 
En 2007 fichó por el equipo Astana, donde a prori formaría un cuarteto estelar de líderes junto a los kazajos Alexandre Vinokourov y Andrey Kashechkin y al alemán Andreas Klöden, estando llamado a ser jefe de filas en el Giro y gregario de estos tres últimos en el Tour de Francia. No obstante, el italiano no estuvo a la altura de las esperanzas depositadas en él en la 'Corsa Rosa', donde cedió sus galones de capitán a su compañero Eddy Mazzoleni, a quien ayudó a conquistar el tercer cajón del podio. Savoldelli debió de conformarse con la duodécima plaza en la clasificación general. En el Tour de Francia, se vio obligado a abandonar junto al resto de sus compañeros de equipo tras conocerse el positivo de Vinokourov en un control antidopaje.
En 2008, firmó por el equipo L.P.R. Brakes, de categoría continental. Allí coincidió con el entonces vigente campeón del Giro, Danilo di Luca, a cuya disposición se puso para intentar reeditar el éxito del año anterior. Las fuerzas les fueron esquivas a ambos y los dos quedaron muy lejos de la cabeza. Di Luca finalizó octavo y Savoldelli decimoquinto. Posteriormente, en el mes de julio, anunció en una entrevista a La Gazzetta dello Sport su intención de retirarse al finalizar esa temporada; una promesa que finalmente cumplió.

## Palmarés
| 1997 - 1 etapa de la Hofbrau Cup 1998 - Giro del Trentino, más 1 etapa 1999 - Trofeo Laigueglia - Giro del Trentino, más 1 etapa - 2.º en el Giro de Italia, más 1 etapa 2000 - Tour de Romandía, más 1 etapa 2001 - 2 etapas del Tour de Romandía | 2002 - Giro de Italia 2005 - Giro de Italia más 1 etapa - 1 etapa en el Tour de Francia 2006 - 1 etapa del Tour de Romandía - Clasificación del Intergiro del Giro de Italia , más 1 etapa 2007 - 1 etapa del Tour de Romandía - 1 etapa del Giro de Italia |

## Resultados en Grandes Vueltas
| Carrera | Carrera         | 1996 | 1997 | 1998 | 1999 | 2000 | 2001 | 2002 | 2003 | 2004 | 2005 | 2006 | 2007 | 2008 |
| ------- | --------------- | ---- | ---- | ---- | ---- | ---- | ---- | ---- | ---- | ---- | ---- | ---- | ---- | ---- |
|         | Giro de Italia  | —    | 13.º | 9.º  | 2.º  | 24.º | 14.º | 1.º  | —    | —    | 1.º  | 5.º  | 12.º | 15.º |
|         | Tour de Francia | 33.º | —    | —    | Ab.  | 41.º | —    | —    | —    | —    | 25.º | Ab.  | Ab.  | —    |
|         | Vuelta a España | —    | —    | Ab.  | —    | —    | Ab.  | Ab.  | —    | —    | —    | —    | —    | —    |

—: no participa

Ab.: abandono

## Equipos
- Roslotto-ZG Mobili (1996-1997)
- Saeco (1998-2001)
  - Saeco Macchine da Caffé - Cannondale (1998)
  - Saeco - Cannondale (1999)
  - Saeco (2000-2001)
- Index Alexia - Aluminio (2002)
- Telekom (2003-2004)
  - Team Telekom (2003)
  - T-Mobile Team (2004)
- Discovery Channel (2005-2006)
- Astana (2007)
- LPR Brakes-Ballan (2008)